# Общезначимость
Общезна́чимость — свойство логической формулы, состоящее в том, что эта формула истинна при любой интерпретации входящих в неё нелогических символов, то есть предикатных и пропозициональных переменных. Логические формулы, обладающие этим свойством, называют общезначимыми, или тождественно истинными, или тавтологиями. Всякая общезначимая формула выражает логический закон. Вместо слов «формула A общезначима» часто пишут: {\displaystyle \vDash A}. 
Важнейшими видами логических формул являются пропозициональные и предикатные формулы. При классическом понимании логических операций общезначимость пропозициональных формул проверяется путём построения истинностных таблиц: формула общезначима тогда и только тогда, когда при любых истинностных значениях пропозициональных переменных она принимает значение И («истина»). Общезначимость предикатной формулы означает истинность в любой модели. Множество общезначимых предикатных формул неразрешимо, то есть не существует алгоритма, позволяющего для произвольной предикатной формулы выяснить, общезначима ли она (это результат Чёрча). Из теоремы Гёделя о полноте следует, что все общезначимые предикатные формулы и только они выводимы в классическом исчислении предикатов.